# Shanghai Micro Electronics Equipment
Shanghai Micro Electronics Equipment Group Company Limited (SMEE) — китайская государственная компания электронной промышленности, крупный разработчик и производитель литографического оборудования для изготовления полупроводниковых микросхем и дисплеев. Основана в 2002 году, штаб-квартира расположена в Шанхае.
Основными акционерами SMEE являются SASAC, а также подконтрольные властям Шанхая компании Shanghai Electric Group и Zhangjiang Group (последняя управляет парком высоких технологий Чжанцзян, в котором базируется SMEE).

## История
Shanghai Micro Electronics Equipment (SMEE) была основана в 2002 году в парке высоких технологий Чжанцзян (Пудун). В 2009 году компания начала серийное производство степперов для корпусирования интегральных схем, а в 2012 году приступила к их экспорту. В 2013 году SMEE начала производство фотолитографического оборудования для изготовления OLED-дисплеев.
В 2018 году SMEE приступила к производству литографического оборудования для изготовления 90-нанометровых чипов. В декабре 2022 года Министерство торговли США внесло SMEE в список фирм, на которые распространяются американские торговые ограничения. В ответ на санкции США власти КНР начали субсидирование продукции SMEE.

## Деятельность
Shanghai Micro Electronics Equipment производит иммерсионные литографические сканеры для изготовления интегральных микросхем, в том числе 280-, 110-, 90- и 28-нанометровых чипов; оборудование для оптической метрологии и контроля качества полупроводниковых пластин; оборудование для выравнивания, склеивания и обрезания пластин; оборудование для лазерного уплотнения и отжига; литографическое, натяжное, сварочное и измерительное оборудование для изготовления дисплеев.
Основными конкурентами SMEE являются компании ASML, Lam Research, Nikon, Canon и Huawei, среди крупнейших клиентов — SMIC, Hua Hong Semiconductor, Yangtze Memory Technologies, JCET Group, ASE Technology Holding, Tongfu Microelectronics и GTA Semiconductor.